# Allium elburzense
Allium elburzense — вид рослин з родини амарилісових (Amaryllidaceae); ендемік Ірану.

## Опис
Стеблина завдовжки до 15 (20) см. Квітки лійкоподібно-зірчасті. Квітконіжки завдовжки до 4.5 см. Листочки оцвітини пурпурні або бузкові. Тичинкові нитки від 3/5 до 2/3 довжини листочків оцвітини.

## Поширення
Ендемік північного Ірану.